# リサ・クロップ
リサ・クロップ（Lisa Cropp、1970年10月31日 - ）は、ニュージーランドの競馬騎手（女性騎手）である。JRA6週連続勝利記録を持つ。

## 来歴
1991年に地方競馬女性騎手招待競走で初来日。ニュージーランドの他、オーストラリア・イギリスで騎乗し通算337勝を記録、1994年6月この年から設けられたJRA短期免許交付制度適用第一号外国人騎手として来日した（身元引受人は崎山博樹調教師と馬主の増田雄一）。この年の夏に小倉競馬場で9勝を挙げた活躍により、「小倉ターフ賞・特別賞」を受賞した。1994年7月31日から9月4日に女性騎手最多の6週連続勝利を記録した（2022年6月19日今村聖奈に更新されるまで記録保持）。
翌1995年にも来日し、京都（1995年のみ）・中京・小倉の3場で騎乗、両年通算で189戦し特別戦3勝を含む16勝を記録している。また重賞競走に於いては5回騎乗、勝ち鞍こそ挙げていないが1995年朝日チャレンジカップで10番人気のタマモハイウェイに騎乗し5着という成績を残した。
この年以降は日本での騎乗はないが、1997年レイルウェイハンデキャップをKaileyで制し初のG1勝利を挙げた他、2004-2005年にはニュージーランドレコードとなる197勝を挙げ、初の女性騎手リーディングを獲得。続く2005-2006年にも146勝をマークし2年連続リーディングに輝くなどニュージーランドの一線級騎手として活躍をしていた。
しかし2005年5月に行われた抜き打ち薬物検査にて覚醒剤メタンフェタミン・アンフェタミンの陽性反応が認められる。クロップはこれを不服とし、薬物検査の違法性を訴えるも棄却され2009年3月有罪が確定、同年6月に騎乗停止9ヶ月と罰金9万9500ニュージーランドドルの処分が課せられている。なお騎乗停止期間中の同年11月にクロップはマレーシア人騎手のモハメド・ユソフにクロップの銀行口座からユソフのTABベッティングの口座に不正に預金を移動させる手段で金銭を盗まれる事件に巻き込まれた。この事件でユソフはニュージーランドの警察に逮捕されている。
またこれより前の2007年6月にオーストラリアのイーグルファーム競馬場で行われたブリスベンカップ(G2)にLilakynに騎乗し、一旦は先頭に立ったものの、決勝点手前でガッツポーズを行い、この時後方から来た馬に差し返されてハナ差の2着となり、裁決委員から不適切騎乗と判断され、3ヶ月の騎乗停止処分を受けた。
クロップは薬物検査後も騎乗を続け、2006-2007年のシーズンにはリーディング2位の116勝を記録するなど活躍を続けていたが、翌2007-2008年のシーズンには僅か8勝に終わるなど精彩を欠き、2009年シーズン以降は騎乗停止処分が下された影響もあり、ニュージーランドにおける騎乗機会はほとんどなくなっている。
2014年12月にも再びアンフェタミンとメタンフェタミンの陽性反応が認められ、騎乗停止3年が課された。

## 主なG1勝ち鞍
- 1997年レイルウェイハンデキャップ (Kailey)
- 1998年レイルウェイハンデキャップ (Mr Tiz)
- 2005年ソーンドンマイルハンデ (Maroofity)
- 2006年ワカヌイスタッドインターナショナルステークス (Snazzy)
- 2006年レイルウェイハンデキャップ (Baldessarini)
- 2006年ケルトキャピタルステークス (Legs)
- 2007年レイルウェイハンデキャップ (Donna Rosita)
- 2007年ニュージーランド2000ギニー (The Pooka)